# 私が殺した少女
『私が殺した少女』（わたしがころしたしょうじょ）は、原尞が著した長編ハードボイルド小説。私立探偵沢崎シリーズの第2作。1989年に第102回直木賞を受賞した。

## 受賞
- 第102回直木賞
- ファルコン賞

## 評価
- 1989年度版 『このミステリーがすごい!』ランキング 第1位

## 書誌情報
- 単行本：1989年10月1日発売、早川書房、ISBN 4-1520-3416-5
- 文庫本：1996年4月1日発売、ハヤカワ文庫JA、ISBN 4-1503-0546-3

## あらすじ
私立探偵・沢崎は、作家・真壁脩からの電話で真壁家に向かうが、それは天才ヴァイオリン少女と呼ばれた真壁の娘・清香が誘拐された事件のトリックの一つだった。沢崎は犯人からの指示で身代金6000万円の運び屋となるが…。

## 登場人物
沢崎
西新宿の旧開発地区に事務所を構える私立探偵
真壁清香
真壁脩